# Slänningen
Slänningen är en sjö i Norrtälje kommun i Uppland och ingår i Norrtäljeåns huvudavrinningsområde.